# Michael Krüger (Schriftsteller)

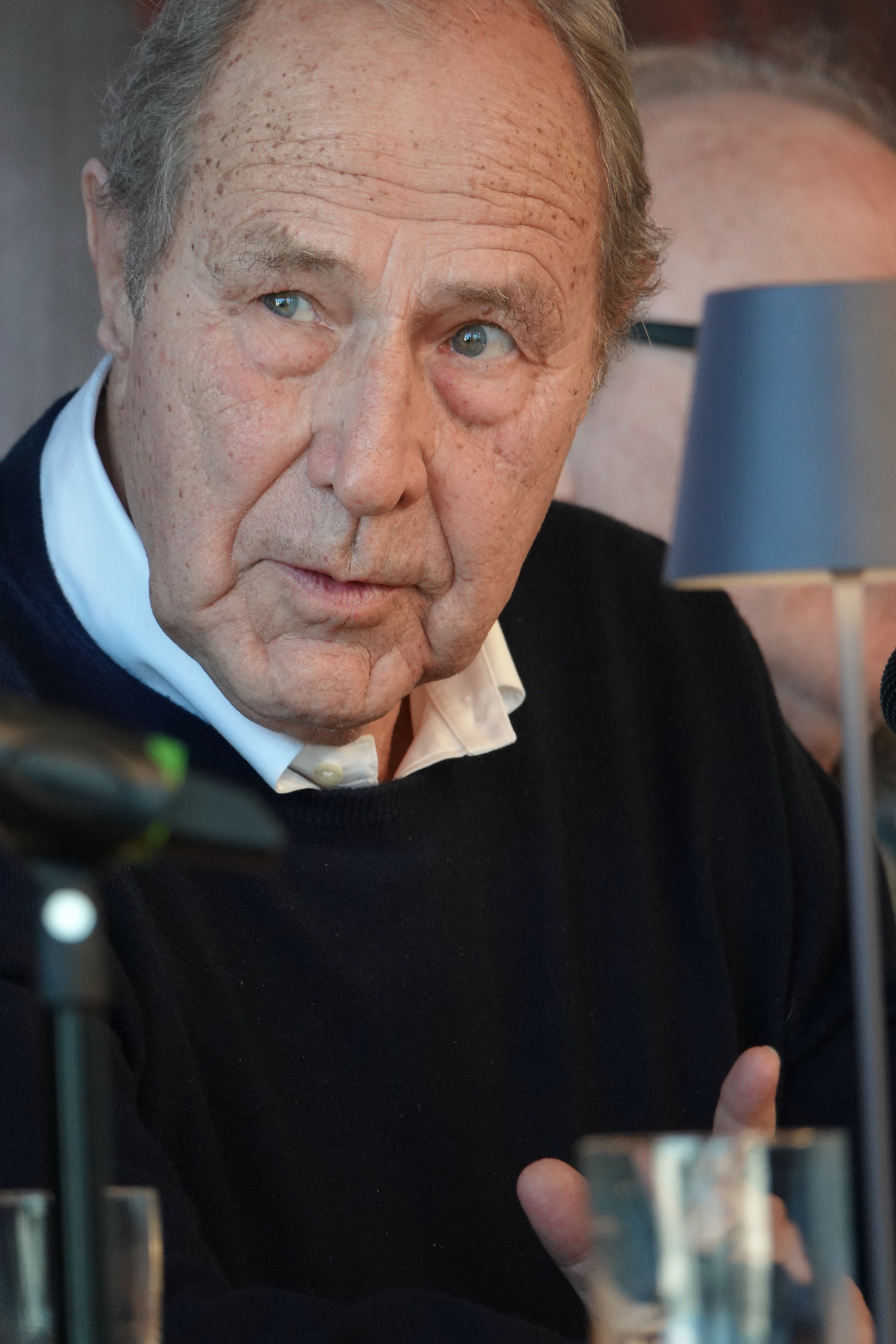
Michael Krüger 2023

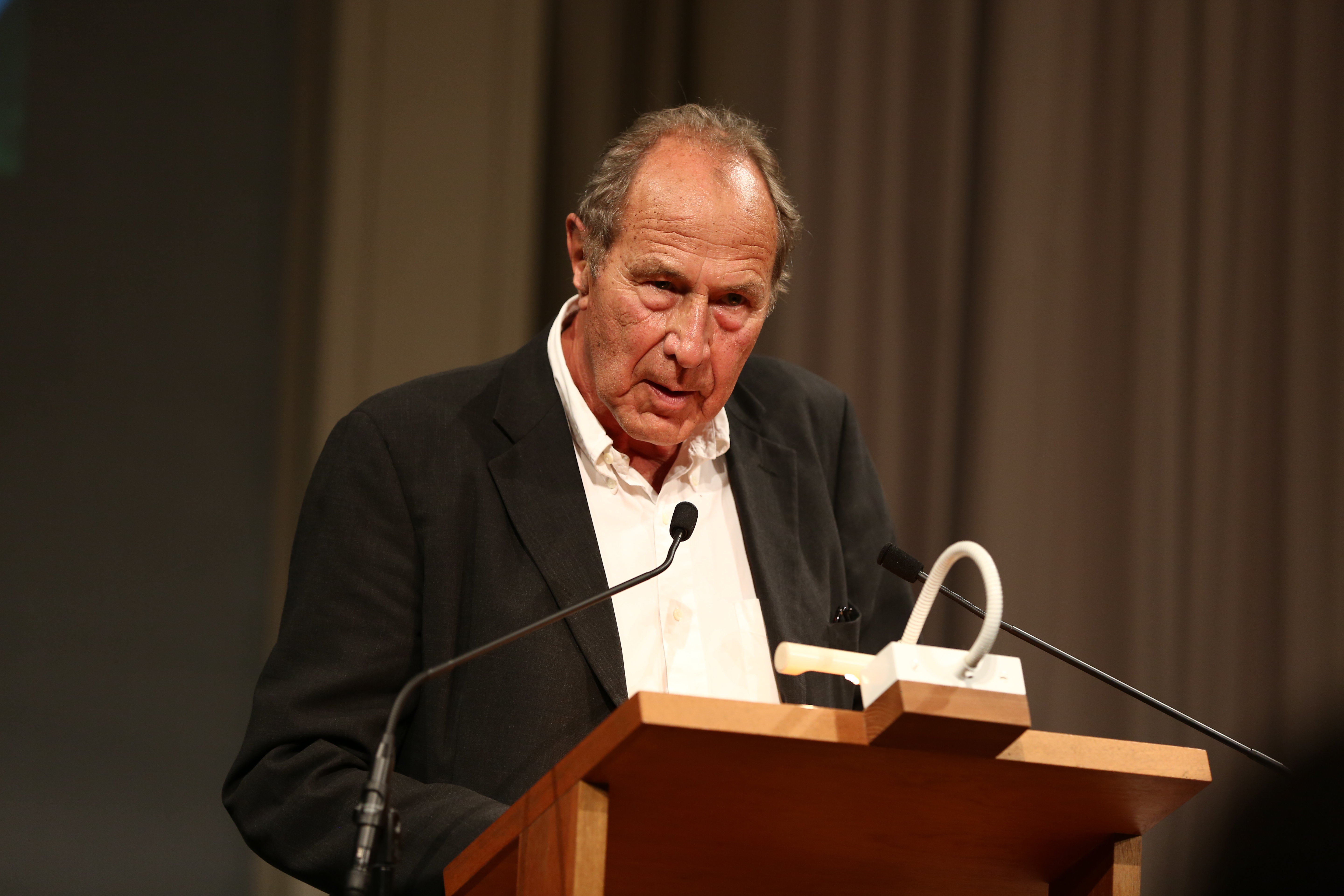
Michael Krüger (2017)

Michael Krüger (* 9. Dezember 1943 in Wittgendorf, Landkreis Zeitz) ist ein deutscher Schriftsteller, Dichter, Verleger und Übersetzer.

## Leben
Michael Krüger wuchs in Berlin-Nikolassee in einer protestantischen Familie auf. In seiner Jugend sang er im Kirchenchor und war Mitglied der Christlichen Jungenschaft. Nach dem Abitur absolvierte er eine Lehre als Verlagsbuchhändler beim Herbig-Verlag. Nebenher war er Gasthörer in Philosophie an der Freien Universität Berlin. Von 1962 bis 1965 arbeitete er als Buchhändler in London.
Ab 1968 war Krüger als Verlagslektor beim Carl Hanser Verlag tätig. Die Stellung hatte ihm Reinhard Lettau vermittelt, der ihm dann auch dringend empfahl, Lars Gustafsson ins Programm zu nehmen, eine Entscheidung mit weitreichenden Folgen für den Hanser Verlag. 1986 wurde Krüger literarischer Leiter des Verlages und 1995 Geschäftsführer. Zum 31. Dezember 2013 schied er aus und sein Nachfolger Jo Lendle trat die Geschäftsführung an.
1973 gründete Krüger in München – gemeinsam mit Martin Gregor-Dellin, Jürgen Kolbe, Fritz Arnold, Paul Wühr, Inge Poppe, Christoph Buggert, Günter Herburger, Tankred Dorst und Peter Laemmle – die erste genossenschaftlich organisierte Autorenbuchhandlung.
Seine eigene literarische Arbeit beschränkte sich zunächst auf Vor- und Nachworte zu Anthologien und Sammelbänden, die er herausgab. 1976 erschien sein Erstling, der Gedichtband Reginapoly. Seine erste Erzählung mit dem Titel Was tun? wurde 1984 veröffentlicht. 1991 erschien – ein Jahr nach seiner Novelle Das Ende des Romans – unter dem Titel Der Mann im Turm sein erster von bisher vier Romanen.
Im Juli 2013 wurde Krüger von den Mitgliedern der Bayerischen Akademie der Schönen Künste als deren Präsident gewählt. Er löste Dieter Borchmeyer ab und bekleidete das Amt von Juli 2013 bis Juni 2019. 2015 war er Kurator des Kölner Literaturfestivals Poetica.
Er ist Mitglied des PEN Zentrums Deutschland und Mitgründer des PEN Berlin.
Michael Krüger lebte 1968 in München und seit einigen Jahren bei Ambach am Starnberger See.
Die Entstehung der Katzengeschichte Nero Corleone von Elke Heidenreich geht auf eine Anregung ihres Freundes Michael Krüger zurück.

## Werke (Auswahl)

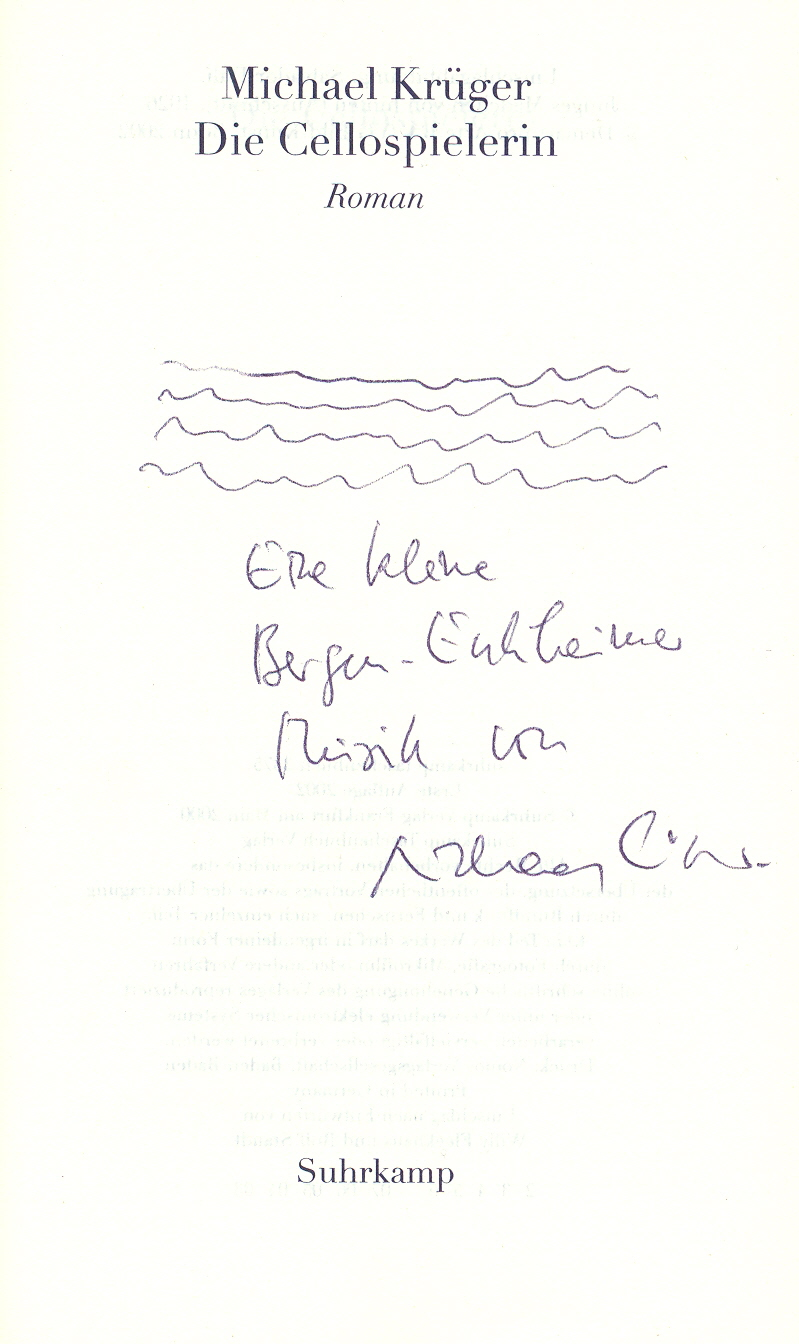
Autograph

### Autorschaft
- Reginapoly. Gedichte. Carl Hanser Verlag, München/Wien 1976.
- Was alles hat Platz in einem Gedicht? (zusammen mit Hans Bender). Reihe Hanser. Hanser, München 1977.
- Diderots Katze. Gedichte. Hanser, München/Wien 1978.
- Nekrologe. Mit einem Vorwort von Ludwig Harig. Harlekin-Presse, Pforzheim 1979 (in 250 num. Ex.)
- Lidas Taschenmuseum. Gedichte. Mit Zeichnungen des Autors. Pfaffenweiler Presse, Pfaffenweiler 1981 (200 Ex.).
- Aus der Ebene. Gedichte. Hanser, München/Wien 1982.
- Wiederholungen. Verlag Klaus Wagenbach, Berlin 1983.
- Was tun? Eine altmodische Geschichte (= Quartheft, 131). Klaus Wagenbach, Berlin 1984.
- Die Dronte. Gedichte. Hanser, München 1985.
- Zoo. Gedichte. Pfaffenweiler Presse, Pfaffenweiler 1986 (300 Ex.).
- Warum Peking? Eine chinesische Geschichte. (= Quartheft, 145). Klaus Wagenbach, Berlin 1986.
- Wieso ich? Eine deutsche Geschichte. (= Quartheft, 152). Klaus Wagenbach, Berlin 1987.
- Idyllen und Illusionen. Tagebuchgedichte. (= Quartheft, 165). Klaus Wagenbach, Berlin 1989.
- Hinter der Grenze. Gedichte. Pfaffenweiler Presse, Pfaffenweiler 1990 (400 Ex.).
- Das Ende des Romans. Eine Novelle. Residenz Verlag, Salzburg 1990.
- Der Mann im Turm. Roman. Residenz, Salzburg 1991.
- Himmelfarb. Roman. Residenz, Salzburg 1993.
- Brief nach Hause. Gedichte. Residenz, Salzburg 1993.
- Nachts, unter Bäumen. Gedichte. Residenz, Salzburg 1996.
- Wettervorhersage. Gedichte. Residenz, Salzburg 1998.
- Aus dem Leben eines Erfolgsschriftstellers. Geschichten. Sanssouci Verlag, München 1998.
- Das Schaf im Schafspelz und andere Satiren aus der Bücherwelt. Sanssouci, Zürich 2000.
- Die Cellospielerin. Roman. Suhrkamp Verlag, Frankfurt am Main 2000.
- Keiner weiß es besser als der Mond. Gedichte (zu Bildern von Quint Buchholz). Hanser, München 2001.
- Wer das Mondlicht fängt. Bilder und Gedichte (mit Bildern von Quint Buchholz). Sanssouci, Zürich 2001.
- Vom Licht ins Dunkel. Neun Gedichte zu neun Radierungen von Erika Hegewisch. Merlin Verlag, Gifkendorf 2001.
- Das falsche Haus. Eine Novelle. Suhrkamp, Frankfurt am Main 2002.
- Kurz vor dem Gewitter. Gedichte. Suhrkamp, Frankfurt am Main 2003.
- Vorworte, Zwischenbemerkungen, Nachrufe. Ein (lückenhaftes) ABC. Sanssouci, München/Wien 2003.
- Literatur & Alkohol. Liquide Grundlagen des Buchstaben-Rausches. (Mit Ekkehard Faude). Libelle Verlag, Lengwil 2004.
- Die Turiner Komödie. Bericht eines Nachlaßverwalters. Suhrkamp, Frankfurt am Main 2005.
- Unter freiem Himmel. Gedichte. Suhrkamp, Frankfurt am Main 2007.
- Literatur als Lebensmittel. Sanssouci, München 2008.
- Heringe. Katzengraben-Presse, Berlin-Köpenick, 2008.
- Reden und Einwürfe. Insel-Bücherei Nr. 1309, Frankfurt am Main/Leipzig, 2008.
- Schritte, Schatten, Tage, Grenzen: Gedichte 1976–2008. Herausgegeben und mit einem Nachwort von Hans Jürgen Balmes. S. Fischer Verlag, Frankfurt am Main 2008, ISBN 978-3-596-18491-0.
- Ins Reine. Suhrkamp, Berlin 2010, ISBN 978-3-518-42168-0.
- Umstellung der Zeit. Gedichte. Suhrkamp, Berlin 2013, ISBN 978-3-518-42394-3.
- Der Gott hinter dem Fenster. Erzählungen. Haymon Verlag, Innsbruck 2015, ISBN 978-3-7099-7191-8.
- Das Ungeplante zulassen. Eine Verteidigung des Dichterischen. Herausgegeben von Holger Pils und Frieder von Ammon. Lyrik Kabinett (Münchner Reden zur Poesie), München 2014. ISBN 978-3-938776-37-7
- Das Irrenhaus. Roman. Haymon, Innsbruck 2016, ISBN 978-3-7099-7252-6.
- Einmal einfach. Gedichte. Suhrkamp, Berlin 2018, ISBN 978-3-518-42798-9.
- Vorübergehende. Roman. Haymon, Innsbruck 2018, ISBN 978-3-7099-3438-8.
- Mein Europa. Gedichte aus dem Tagebuch. Haymon, Innsbruck 2019, ISBN 978-3-7099-3483-8.
- Nach dem Gewitter die Mücken. Hirmer Verlag, München 2020, ISBN 978-3-7774-3457-5.
- Meteorologie des Herzens. Über meinen Großvater, Zbigniew Herbert, Petrarca und mich. Mit einem Nachwort von Matthias Bormuth. Berenberg, Berlin 2021, ISBN 978-3-946334-90-3.
- Im Wald, im Holzhaus. Gedichte. Suhrkamp, Berlin 2021, ISBN 978-3-518-43005-7.
- Im Pantheon der Spinnen. Mit Zeichnungen von Karl Schleinkofer. Sieveking Verlag, München 2021.
- Was in den zwei Wochen nach der Rückkehr aus Paris geschah. Eine Erzählung. Suhrkamp, Berlin 2022, ISBN 978-3-518-47230-9.
- Michael Krüger über Gemälde von Segantini. Schirmer/Mosel, München 2022.
- Das Strandbad. Szenen einer Kindheit. Groothuis, Hamburg 2022.
- Verabredung mit Dichtern. Erinnerungen und Begegnungen. Suhrkamp, Berlin 2023, ISBN 978-3-518-43139-9.

### Übersetzungen
- Peter Sís: Folge deinem Traum. Die unglaubliche Geschichte des Christoph Columbus. Hanser Verlag, München 1992.
- Peter Sís: Komodo! Wo die letzten Drachen wohnen. Hanser Verlag, München 1994.
- Peter Sís: Die drei goldenen Schlüssel. Hanser Verlag, München 1995.
- Peter Sís: Die unglaubliche Geschichte des Jan Welzl. Hanser Verlag, München 1996.
- Peter Sís: Tibet. Das Geheimnis der roten Schachtel. Hanser Verlag, München 1998.
- Peter Sís: Der kleine Wal und das Meer. Stiftung Kinderdorf Pestalozzi, Stiftungssekretariat, Zürich 2000. (Einmalige Sonderausgabe).
- Madonna: Billie Bargeld. Kinderbuch. Illustrationen von Rui Paes. Hanser Verlag, München [u. a.] 2005.
- Peter Sís: Die Mauer. Wie es war, hinter dem Eisernen Vorhang aufzuwachsen. Hanser Verlag, München [u. a.] 2007
- Barack Obama: Von euch will ich singen: Ein Brief an meine Töchter. Mit Bildern von Loren Long. Hanser Verlag, München 2011, ISBN 978-3-446-23880-0.
- David Grossman: Die Umarmung. Mit Zeichnungen von Michal Rovner. Hanser, München 2012, ISBN 978-3-446-23855-8.

### Herausgabe
- Literatur-Jahrbuch Tintenfisch (mit Klaus Wagenbach), seit 1968
- Literaturzeitschrift Akzente (zusammen mit Hans Bender), seit 1976 (seit 1981 alleiniger Herausgeber)
- Die schönsten deutschen Kindergedichte. Gesammelt von Herbert Heckmann und Michael Krüger. Hanser, München 1979.
- Edition Akzente bei Hanser (seit 1983)
- Jahrbuch der Lyrik (mit Christoph Buchwald), München 2003.
- Edition Lyrik Kabinett bei Hanser (zusammen mit Ursula Haeusgen, Raoul Schrott, Wolfgang Matz, Piero Salabè und Holger Pils). Hanser, München seit 2006.
- Die Erschließung des Lichts. Italienische Dichtung der Gegenwart (zusammen mit Federico Italiano). Hanser, München 2013.
- Die Welt verdient keinen Weltuntergang. Essays von Peter Hamm. Edition Petrarca. Wallstein Verlag, Göttingen 2021.

### Hörbücher
- The Poets' Collection. Englischsprachige Lyrik im Originalton und in deutscher Übersetzung. Der Hörverlag, München 2018.
- Lyrikstimmen. 122 Autorinnen & Autoren, 420 Gedichte, 100 Jahre Lyrik im Originalton. Hrsg. von Christiane Collorio, Peter Hamm, Harald Hartung und Michael Krüger. Der Hörverlag, München 2022.
- Prosastimmen. 184 Autorinnen und Autoren, 100 Jahre Prosa im Originalton. Hrsg. von Christiane Collorio, Michael Krüger und Hans Sarkowicz. Der Hörverlag, München 2022.
- Jahrhundertstimmen 1900-1945 – Deutsche Geschichte in über 200 Originalaufnahmen. Hrsg. von Hans Sarkowicz, Ulrich Herbert, Michael Krüger und Christiane Collorio. Der Hörverlag, München 2022.
- Klassiker! Über die Literatur und das Leben. Rüdiger Safranski im Gespräch mit Michael Krüger und Martin Meyer. Der Hörverlag, München 2020.

### Film
- Verabredungen mit einem Dichter – Michael Krüger. Filmdokumentation in der Regie von Frank Wierke. Deutschland 2022.

## Sprecher
- Tomas Tranströmer: Die Erinnerungen sehen mich. Aus dem Schwedischen von Hanns Grössel. Hörbuch Verlag, Hamburg 2011, 2 CD, 109 min. ISBN 978-3-89903-370-0.
- W. G. Sebald: Austerlitz. Der Hörverlag, München 2017, 9 CD, 11 h 19 min., ISBN 978-3-8445-2453-6.

## Auszeichnungen
- 1982 Stipendium der Deutschen Akademie Villa Massimo[9]
- 1983: Tukan-Preis
- 1986: Peter-Huchel-Preis
- 1990: Schwabinger Kunstpreis
- 1994: Ernst-Meister-Preis für Lyrik der Stadt Hagen
- 1996: Prix Médicis Etranger
- 2000: Kultureller Ehrenpreis der Landeshauptstadt München
- 2004: Großer Literaturpreis der Bayerischen Akademie der Schönen Künste
- 2006: Mörike-Preis der Stadt Fellbach
- 2006: Erich-Fried-Preis
- 2006: Verleihung der Ehrendoktorwürde der Fakultät für Linguistik und Literaturwissenschaft der Universität Bielefeld
- 2007: Verleihung der Ehrendoktorwürde der Neuphilologischen Fakultät der Universität Tübingen
- 2010: Joseph-Breitbach-Preis
- 2012: Kythera-Preis[10]
- 2013: The London Book Fair Lifetime Achievement Award für sein Lebenswerk[11]
- 2014: Verleihung des Ehrenbürgerrechts durch den Münchner Stadtrat für seine Verdienste um die Verlagsstadt München
- 2014: Bundesverdienstkreuz Erster Klasse[12]
- 2014: Integrationspreis der Stiftung Apfelbaum
- 2015: Goldenes Verdienstzeichen des Landes Wien
- 2017: Eichendorff-Literaturpreis[13]
- 2023: Poeta Laureatus des Literaricums Lech[14]
- 2023: Bayerischer Maximiliansorden für Wissenschaft und Kunst[15]
- 2025: Nonino-Preis[16]

## Mitgliedschaften
- Bayerische Akademie der Schönen Künste, München
- Deutsche Akademie für Sprache und Dichtung, Darmstadt
- Akademie der Wissenschaften und der Literatur, Mainz[17]
- Akademie der Künste, Berlin
- Académie européenne de Poésie Mersch, Luxemburg
- Mitglied im Stiftungsrat des Friedenspreises des Deutschen Buchhandels
- PEN-Zentrum Deutschland

## Zitat
„Mein Ziel ist es, den Menschen zu zeigen, dass ein Tag ohne die Lektüre eines Gedichts ein verlorener Tag ist.“